# 希沙姆·甘迪勒
希沙姆·穆罕默德·甘迪勒（阿拉伯语：هشام محمد قنديل，發音：[heˈʃæːm mæˈħæmmæd ʔænˈdiːl]；1962年9月17日—）前埃及總理，2013年7月3日隨總統穆罕默德·穆爾西被軍方罷黜而免職。2013年12月24日被拘禁。

## 生平
甘迪勒是一名埃及工程师与政治家。曾任水资源与灌溉部长。作为一名独立人士，2012年7月26日，他被埃及总统穆罕默德·穆尔西任命为埃及总理。
他生于1962年。获得北卡罗来纳州立大学的生物与农业工程博士学位。
2012年8月2日下午，希沙姆·甘迪勒组建的新内阁成员在总统府向穆尔西宣誓就职。
2013年7月3日，隨著穆爾西被軍方罷黜及拘留，甘迪勒也一同被免職及軟禁。